# Sant'Ambrogio di Fiera

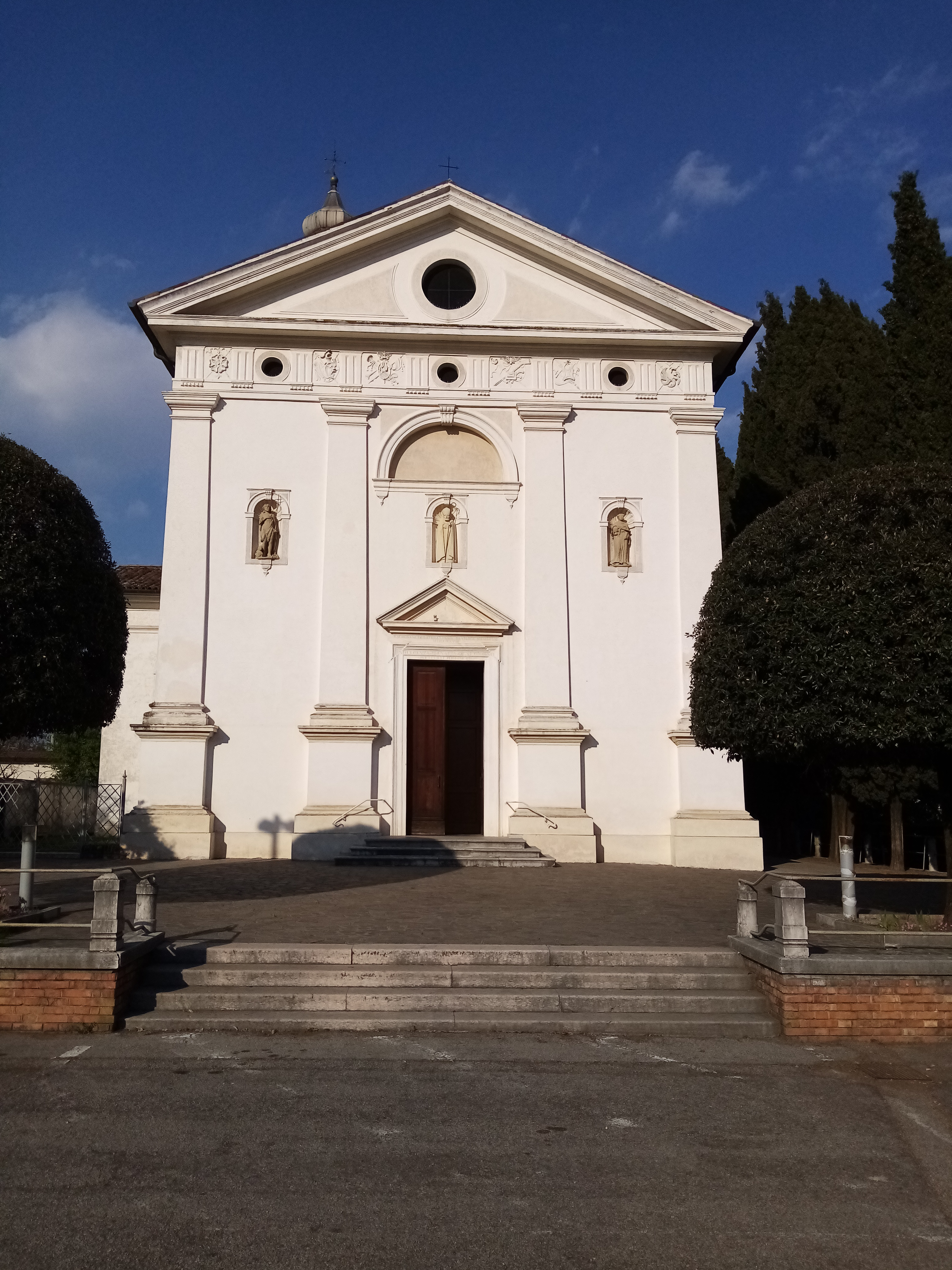
La chiesa di Sant'Ambrogio di Fiera.

Sant'Ambrogio di Fiera o, più comunemente, Fiera è un sobborgo di Treviso.

## Geografia fisica
L'abitato si sviluppa subito a est del centro storico, poco prima di Lanzago di Silea. È sorto sulla riva sinistra del fiume Sile (sul quale si affaccia il cosiddetto Porto di Fiera) che in questo tratto presenta un percorso sinuoso caratterizzato da numerose anse dette in dialetto vòlti; a Sant'Ambrogio si distinguono in particolare il volto del Squèro, a sud di Prato Fiera, e, più a valle, appena oltre il ponte della Regionale Postumia, la piarda da Biaséto o dàe Lavandère. Il centro è lambito inoltre dal canale del Cristo, dal ghebo del Trozolungo, dal Limbraga e dallo Storga, corsi d'acqua minori tributari del Sile.
Fiera è uno dei paesi attraversati dalla restèra, la strada arginale sul quale avveniva il traino dei burci (caratteristici barconi da trasporto) per mezzo di buoi. Queste peculiarità hanno reso la località uno dei siti più interessanti del parco naturale regionale del Fiume Sile.

## Storia
Le vicende del borgo sono legate alla fiera di San Luca e al porto fluviale sui quali il vescovo di Treviso imponeva dei dazi.
Nel Trecento il piccolo scalo fu difeso da una torre, realizzata da Francesco da Carrara demolendo il campanile della chiesa di Sant'Ambrogio per riutilizzarne i materiali. Con un'analoga costruzione dall'altra parte del Sile, dove oggi sorge l'ospedale, doveva bloccare le imbarcazioni dei Veneziani intenti a riconquistare la terraferma.
Dopo la rotta di Caporetto qui si concentrarono i profughi in fuga dall'avanzata degli Imperi Centrali: giunti a Fiera, raggiungevano la laguna via fiume e, superata Chioggia, si disperdevano per tutta la Penisola.

## Monumenti e luoghi d'interesse

### Chiesa parrocchiale
Ricordata a partire dal 1179, fu una delle chiese trevigiane soggette all'Ordine di Malta. Pare infatti che nel medioevo Sant'Ambrogio fosse un punto di passaggio per i pellegrini che raggiungevano la laguna di Venezia via fiume per poi proseguire verso la Terrasanta. La diretta dipendenza dei Gerosolimitani dal Pontefice creò non pochi attriti con il vescovo di Treviso in quanto tutte le chiese sotto la loro giurisdizione erano esenti dal controllo episcopale.
All'interno, vanno segnalate le seguenti tele: I santi Ambrogio, Giovanni Battista e Luca (1610) di Bartolomeo Orioli,  Sant'Antonio di Padova adora il Bambino Gesù (metà del sec. XVIII) di Gaspare Diziani, Il Battesimo di s. Agostino e La  Proclamazione di s. Ambrogio (metà del sec. XVIII) del figlio di Gaspare, Giuseppe. L'organo è di Gaetano Callido (1779). Sono presenti due angeli di marmo bianco, opera di Giovanni Marchiori, da collocarsi nel 1760.
Dal 1923 porta il titolo di arcipretale.

### Villa Cornaro
Di questo edificio, che offre una facciata al Prato Fiera e l'altra al Sile, si avrebbe notizia sin dal XVII secolo quando apparteneva ai Cornaro. Alla casa padronale è annesso un corpo di fabbrica più tardo raccordato ad essa mediante un basso edificio, sicché l'intero complesso assume una pianta a "L".
La facciata rivolta al piazzale è molto caratteristica data la presenza di due grandi ali che collegano il frontone triangolare centrale agli spigoli della costruzione. Si ha di conseguenza un'ampia superficie muraria sulla quale si aprono poche finestre: l'unico asse completo è quello centrale, lungo il quale si dispongono il portale, una larga monofora con poggiolo in pietra al primo piano e una piccola finestra all'ultimo piano.
La facciata che guarda al fiume è ancora più semplice per l'assenza del frontone.

### Villa Bassan
Il complesso, settecentesco, si affaccia sul versante orientale del Prato Fiera e si articola nella casa padronale e in un corpo di servizio sul retro.
La villa presenta il tipico schema veneziano simmetrico e tripartito, con una sopraelevazione della facciata unita al tetto per mezzo di volute e conclusa da un timpano con un oculo al centro. Risalta particolarmente una monofora centinata che si apre al centro del primo piano, completamente profilata da elementi in pietra raccordati a un poggiolo in ferro. Lo stesso schema è ripetuto nel portale d'ingresso sottostante. Il sopralzo è invece caratterizzato da due finestre laterali, mentre al centro è pieno: si tratterebbe di un rimaneggiamento successivo alla costruzione.

### Villa Piovesan, Zamuner
L'edificio, tardo-settecentesco, si colloca lungo la restera e fu la dimora dei Piovesan, armatori locali con varie proprietà nella zona. Sul lato occidentale della villa sorgono ancora i bassi edifici che costituivano i magazzini per l'attività della famiglia.
A pianta rettangolare, all'inizio dell'Ottocento ha subito diversi rimaneggiamenti presso la porzione settentrionale. Il fronte principale, invece, è simmetrico e tripartito con le finestre unite fra loro da fasce in corrispondenza di davanzali e architravi. Al centro spicca una monofora affacciata su un poggiolo in ferro. La facciata è coronata da un volume concluso da un timpano con un oculo sottostante.
Caratteristici i quattro camini che sporgono ai lati della costruzione e che si concludono con quattro comignoli cilindrici.

## Cultura

### Fiera di San Luca
Il paese trae il nome da questo secolare evento che si ripete annualmente presso il grande spiazzo a sud della chiesa (Prato Fiera).
Di una fiera a Treviso si ha notizia sin dal 905 in un diploma di Berengario I, ma è dal 1181 che si parla esplicitamente di una fiera di San Michele che si svolgeva attorno al 29 settembre. La primitiva intitolazione all'Arcangelo è un riferimento alla vicina Melma (oggi Silea) nel cui territorio ricadeva anche Fiera. Nel 1226 il podestà di Treviso decretò che fosse spostata due settimane più tardi, attorno al 18 ottobre, giorno di San Luca.
Dalla seconda metà dell'Ottocento la fiera di San Luca ha gradualmente perso la sua tradizionale funzione di mercato del bestiame, al quale si sono sostituite giostre e moderne attrazioni.

## Economia
Sino a un tempo relativamente recente, Fiera poteva essere definita la "zona industriale" di Treviso grazie alla presenza del Sile e dei suoi affluenti, in quanto le attività produttive potevano sfruttare le acque dei fiumi come forza motrice. Anche dopo l'avvento del vapore e dell'energia elettrica, sul finire dell'Ottocento, la località confermò la propria importanza poiché il corso d'acqua poteva essere utilizzato come via di comunicazione economica e rapida in alternativa alle pur esistenti ferrovie.
Sin dal 1766 le Anagrafi venete registrano a Fiera ventidue ruote e otto moli per l'attività molitoria, nonché tre cartiere, otto telai e un follo. Il catasto napoleonico del 1810 mostra una situazione ancor più complessa, con la presenza anche di fabbriche di maiolica e purgaoro. La vera e propria industrializzazione si ebbe però nella seconda metà del secolo, con l'inaugurazione del mulino Mandelli azionato da un moderno "sistema ungherese" (1876). Al contempo, si assistette ad un potenziamento dello scalo fluviale, a discapito del più antico Portello localizzato presso il centro di Treviso.
Questa situazione ebbe anche dei risvolti a livello politico: la gran parte degli operai di Fiera aderiva alle idee socialiste che mantennero anche durante il Ventennio. Il regime fascista tentò di porvi un freno installando nel quartiere una caserma dei carabinieri.
Di questo passato sono rimasti interessanti esempi di archeologia industriale.